# Multimeter

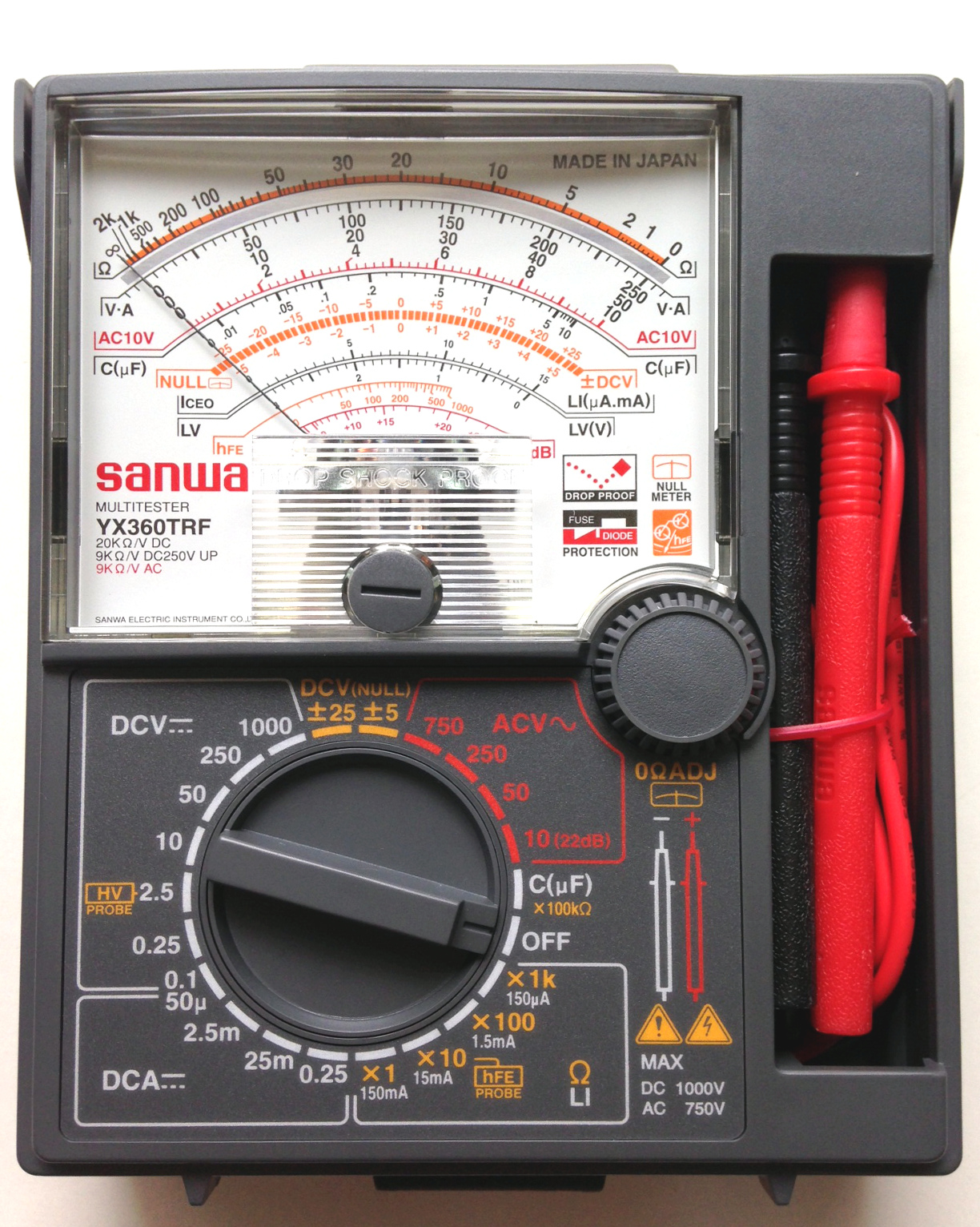
Multimeter med analog visning

En multimeter är ett instrument som används för att mäta flera olika storheter, oftast elektriska sådana, till exempel ström (ampere), spänning (volt) och resistans (ohm - Ω). En multimeter kan även ha andra funktioner.

## Analoga instrument
Tidigare var multimetrar uppbyggda kring ett analogt vridspoleinstrument som med hjälp av elektromagnetisk kraft kan ge utslag som är ungefär proportionellt mot strömmen genom instrumentet. Olika funktioner som voltmeter, amperemeter, ohmmeter med flera väljs med ett vred på instrumentet som kopplar in olika resistorer i serie eller parallellt med mätaren. Skalan på instrumentet är då graderad för varje mätområde och funktion. Analoga multimetrar behöver i allmänhet ingen strömförsörjning för att mäta spänning eller ström. Men för att mäta resistans måste instrumentet ha ett batteri eller annan strömmatning, då instrumentet mäter spänningen över resistansen vid en känd ström.
Ett analogt instrument kan vara användbart och lättare att läsa av i situationer med snabba förändringar.

## Digitala instrument

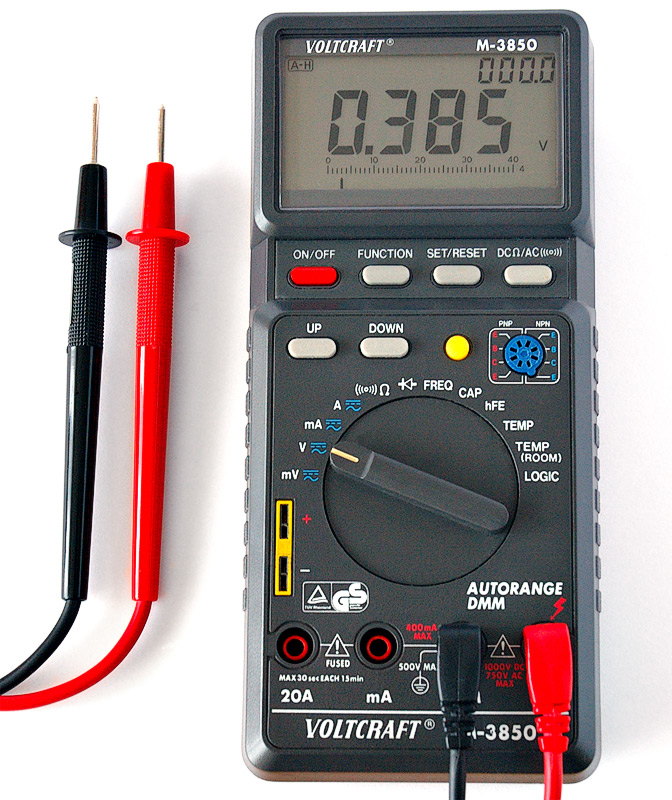
Digital multimeter

Moderna multimetrar är uppbyggda kring en digital visningsenhet med 3–4 siffror som visar spänning, ström, resistans eller annan storhet som omvandlas till digitalform. För att skydda instrumentet mot stora strömmar och höga spänningar och kunna välja funktion och mätområde så sker mätningen över olika inbyggda  resistorer. Dessa kopplas då in i serie eller parallellt beroende på mätmetod och mätområde.
Olika nyttiga extrafunktioner som man finner hos såväl billigare som dyrare instrument är, belyst display och möjlighet att ”frysa” mätvärdet. En annan nyttig funktion kan vara automatisk avstängning. Instrument i de högre prisklasserna kan ha en automatisk funktion för val av mätområde, det enda man då gör är att ställa in instrumentet för ström, spänning, resistans eller annan funktion.

## Tångamperemeter

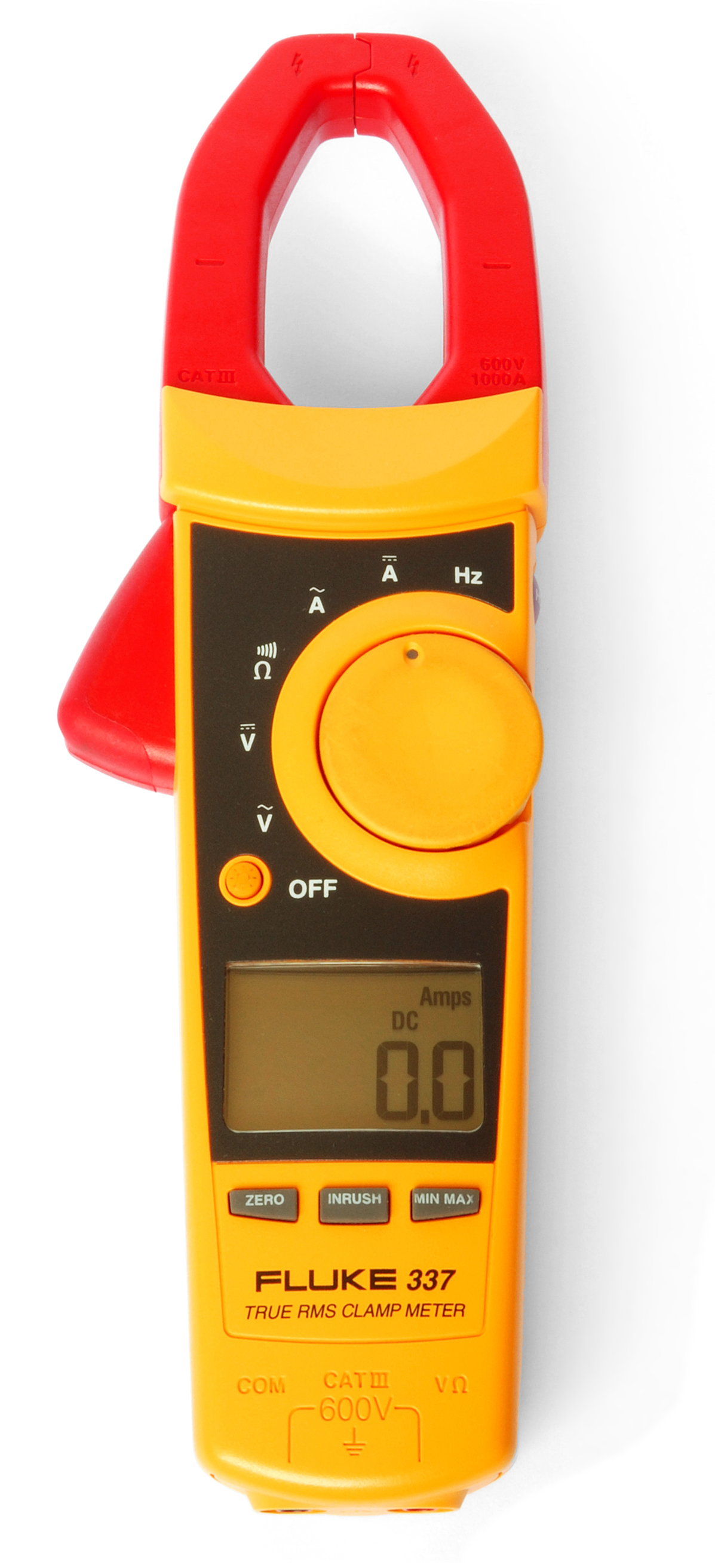
Tångamperemeter

En tångamperemeter var från början enbart ett instrument för att mäta ström med, företrädesvis stora strömmar på  0–400 ampere, moderna instrument mäter även betydligt mindre strömmar. Idag är tångamperemetern en variant av den digitala multimetern, men med den skillnaden att det är lättare och relativt ofarligt att mäta stora strömmar med detta instrument.
"Tången" hos detta instrument, öppnas och sluts runt en ledare, instrumentet känner av fältstyrkan runt ledaren och omräknar denna till ström, således en beröringsfri och avkopplingsfri mätmetod (då man annars mäter strömmen i serie med belastningen, över ett avbrott i kretsen). Billigare instrument kan bara mäta växelström, medan dyrare även klarar av likström. Tångamperemetern mäter även spänning och resistans och ganska ofta även temperatur, kapacitans eller frekvens. I övrigt har detta instrument likadana finesser som de digitala instrumenten och en prisbild som börjar på omkring 400 SEK (2011). Det är vanligt att tångamperemetern har en automatik som väljer mätområde.

## Säkerhet
Instrument delas in i olika klasser enligt IEC/EN 61010-1 där man delar upp instrument i olika klasser beroende på vad man mäter på och vilken nominell maxspänning instrumentet är dimensionerat för. Klassificering enligt IEC/EN 61010-1 är ett krav för att få CE märka instrument och det är därmed olagligt i EU att sälja mätinstrument som inte är klassade enligt IEC/EN 61010-1. Kategorierna är i grunden beroende på användningsområdet:
CAT I:
För mätning i transientskyddad miljö - detta innebär att instrument av denna klass aldrig skall användas för mätning på ledningsnät eller distributionssystem. Använd inte instrument med denna märkning för att mäta i vägguttaget trots att spänningsmärkningen är kanske 300 V AC.
CAT II:
För mätning i apparatmiljö - instrument av denna klass kan användas för mätningar på nät i hem och kontorsmiljö så länge spänningsklassningen är tillräckligt hög.
CAT III:
För mätning i distributionsnät. Dessa instrument är lämpliga i normal industrimiljö så länge spänningsklassningen är tillräckligt hög för mätuppgiften.
CAT IV:
För mätning i grova distributionssystem innan ingångssäkringar/elmätare och liknande applikationer. 
Observera att instrument kan ha fler än en märkning som exempelvis: 	
CAT I 600 V AC
CAT II 300 V AC
Detta skall tolkas som att instrumentet får användas till att mäta i vägguttaget hemma då märkningen (CAT II 300 V) säger att 300 V AC är godkänt i miljön hemma och du får också mäta spänningen i en apparat upp till 600 V, men du får INTE mäta huvudspänningen till spisen vilken är 400 V AC i Europa och CAT III. Rådet är att antingen lära sig detta, eller skaffa instrument som har överkapacitet för det man tänker sig mäta. En rekommendation kan vara att endast mäta nätspänning med instrument som minst är märkta:

CAT III 600 V

CAT II 1000 V

## Prisbild
Moderna multimetrar är numera relativt billiga, det finns bra och tillförlitliga sådana att köpa i de flesta elaffärer, järnaffärer, byggvaruhus och andra butiker som säljer verktyg. Ett riktigt billigt instrument med de viktigaste mätområdena kan man köpa för under 100 SEK (2011), bättre instrument avsedda för hobbyändamål 300–400 SEK (2011), och från denna prisbild och uppåt för avancerade hemanvändare och proffs. Multimetrar avsedda för laboratoriebruk eller för andra precisionsmätningar finner man i elektronikfackhandeln, dessa är då betydligt dyrare, från 1500 SEK (2011), men det finns ännu dyrare proffs- och laboratorieinstrument.

## Fysisk storlek
Multimetrar finns också i olika storlekar, de minsta får plats i fickan, de största är avsedda för stationärt bruk på arbetsbordet. Observera att noga beakta säkerhetsmärkningen om man köper ett billigare instrument då enklare instrument ofta har gjort avkall på säkerheten snarare än noggrannheten. 
Det finns även multimetrar avsedda att fungera ihop med dator, som då kan lagra mätvärden etc, men dessa faller i viss mån utanför detta ämne.

## Extrafunktioner
Det är vanligt att multimetrarna har extrafunktioner som exempelvis funktionstestning och uppmätning av strömförstärkningsfaktor på transistorer, dioder eller mäta kapacitansen hos kondensatorer. Vissa instrument kan med tillbehör även mäta temperatur och i vissa fall ljusstyrka. Dessa extrafunktioner förekommer mest på digitala instrument. Vanligt är också att såväl analoga som digitala instrument har ibland en funktion för att testa avbrott i en krets, vissa instrument har också förmågan att mäta på torrbatterier under belastning, så kallat batteritest.

## Småbatteritest
Vanliga småbatterier kan mätas genom att dessa kopplas in med röd sladd i uttaget märkt "A" eller "mA" beroende på önskat mätområde och den svarta i COM (Common - jord). För att mäta ställs multimetern på 1,5 V eller 9 V beroende på vilka mätområden som finns och batterityp som ska mätas, alla multimetrar har inte stöd för batterimätning. Batteriets pluspol ansluts till röd sladd och minuspol med svart sladd. Ett fulladdat alkaliskt batteri AAA och AA på 1,5 V ger ett värde på ca 40 mA. Ett 9V-batteri ca 24 mA.[källa behövs] Observera att detta är en mätning under belastning, instrumentets resistorer utgör en belastning åt batteriet, långvarig eller upprepad mätning på detta sätt förbrukar batteriet.